# ارمیان
ارمیان روستایی در دهستان میامی بخش مرکزی شهرستان میامی استان سمنان ایران است.
طبق تأیید سازمان میراث فرهنگی بقعه ای متعلق به ارمیای نبی در این روستا قرار دارد، این بقعه در دل چندین چنار با قدمت بسیار قرار دارد و نهر آبی از منبعی طبیعی به نام رودبار در کنار این بقعه جاری است.
ارمیا یکی از پیامبران الهی است که مردم محل معتقدند، قبر موجود در روستای ارمیان، ازآن ارمیای نبی است.
صنیع الدوله و برخی دیگر در مورد ارمیا می‌نویسند: ارمیا پیامبر در روستای ارمیان (ارمیا) بخش میامی شاهرود که از منازل بین راه مشهد به شاهرود و تهران و بلوک بسطام بوده و دارای چاپارخانه و تردد قافله‌های مسافرتی و مردم است و اهالی ارمیان و روستاهای آنجا اصالتاً عرب بوده و به عقیدهٔ اهالی آنجا سه نفر از انبیاء الهی که یکی از آن‌ها ارمیای پیغمبر است در آنجا مدفونند. یکی از پیامبران بنی اسرائیل  یرمیاشلیکو ارمیا بود که نسب او به بنیامین فرزند یعقوب می‌رسد که کتابی داشت مشتمل بر ۵۰ فصل بود و ظهور نبوتش در سال ۷۶۶ پیش از میلاد بوده‌است. (مطلع الشمس ج ۳ ص ۲۴۸ تاریخ النبیاء عماد زاده اصفهانی ص۶۷۷ و ۶۹۶)

## جمعیت
بر پایه سرشماری عمومی نفوس و مسکن در سال ۱۳۹۵ جمعیت این روستا ۲۷۸ نفر (۱۰۴خانوار) بوده‌است.